# Pseudophanella montana
Pseudophanella montana är en insektsart som först beskrevs av Victor Lallemand 1950.  Pseudophanella montana ingår i släktet Pseudophanella och familjen Dictyopharidae. Inga underarter finns listade i Catalogue of Life.